# Nephrotoma violovitshi
Nephrotoma violovitshi är en tvåvingeart som först beskrevs av Evgenyi Nikolayevich Savchenko 1967.  Nephrotoma violovitshi ingår i släktet Nephrotoma och familjen storharkrankar. Inga underarter finns listade i Catalogue of Life.